# Allorhogas atricaudus
Allorhogas atricaudus är en stekelart som först beskrevs av William Harris Ashmead 1894.  Allorhogas atricaudus ingår i släktet Allorhogas och familjen bracksteklar. Inga underarter finns listade i Catalogue of Life.